# 2265 Verbaandert
A 2265 Verbaandert (ideiglenes jelöléssel 1950 DB) a Naprendszer kisbolygóövében található aszteroida. Sylvain Julien Victor Arend fedezte fel 1950. február 17-én.